# Robert Williame
Robert Williame (24 de fevereiro de 1911 - 31 de outubro de 1940) foi um piloto de caça francês e um às da aviação da França na Segunda Guerra Mundial, durante a Batalha de França (maio-junho de 1940).

## Carreira e combates

### Entre-guerras
Nasceu a 24 de fevereiro de 1911 em Saint-Martin-les-Boulogne, tendo sido admitido em 1930 na Escola militar de Saint-Cyr. Após dois anos de instruções, optou pelo Exército do Ar e tornou-se piloto em 1933. Após completar com sucesso uma formação complementar no centro de formação de pilotos de caça, juntou-se à 1ª esquadrilha do GC.I/2 (1º grupo de caça da 2ª esquadra), um grupo que em 1945 tomaria o nome de Cigognes ( (em português) Cegonhas).
Em 1934 foi um dos raros oficiais franceses da época a seguir e conseguir um estágio para instrutor de paraquedismo.  A partir de setembro de 1938 foi promovido a capitão. Um ano mais tarde, em maio de 1939, a sua unidade foi equipada com os Morane-Saulnier MS.406; e foi com este tipo de aparelho, já quase obsoleto comparado com a qualidade do material alemão, que Robert participa nos primeiros combates da Segunda Guerra Mundial.

### Segunda Guerra Mundial
- A 17 de março de 1940, liderando a sua esquadrilha, Robert ataca um bombardeiro Dornier DO.17, perto de Saverne; esse sucesso foi contabilizado como "provável";
- A 30 de abril de 1940, durante uma missão de reconhecimento, a sua unidade encontra pelo menos 30 Bf.109, mas nenhum dos dois lados ataca. Essa atmosfera de "Guerra de Mentira" terminaria subitamente a 10 de maio de 1940.
- A 20 de maio de 1940, liderando oito MS.406, enfrenta uma importante formação de caças Bf.209 e, bem que o seu aparelho seja colocado fora de combate, escapa sem qualquer ferimento.
- A 5 de junho de 1940, ele abate dois bombardeiros Junker JU.88, sendo que um deles após uma perseguição de 130 kms.
- A 8 de junho de 1940, de tarde, liderando 8 MS.406, protegidos por 9 Dewoitine D.520 e 9 MB.152, e após um ataque contra bombardeiros inimigos perto de Beauvais, ele abate em menos de 15 segundos, 3 Messerschmitt Bf 109. Mais tarde, e após uma nova saída, adiciona mais três vitórias, desta vez sobre Stukas. Tornou-se, num único dia, um dos maiores ases dessa campanha.

Após o armistício de 22 de junho de 1940 e após a dissolução em Nîmes do GC.I/2, recebe a liderança da 6ª esquadrilha do GC.I/2, equipados com aviões MB.152. Robert morreria durante uma simulação de combate aéreo, perto de Salon de Provence, a 31 de outubro de 1940.

## Palmarès
- Oito vitórias homologadas, sendo quatro individuais e 1 provável.